# História de Moscou

O moderno brasão de armas de Moscou (adotado em 1993) mostra São Jorge e o Dragão, baseado em uma tradição heráldica originada no século XI com Yaroslav I de Kiev e adotada pelos governantes de Vladimir-Suzdal no século XII (Alexander Nevsky) e eventualmente pela Moscóvia no século XIV (Dmitry Donskoy).

A cidade de Moscou cresceu gradualmente em torno do Kremlin de Moscou, começando no século XIV. Foi a capital do Grão-Ducado de Moscou (ou Moscóvia) e depois do czarismo da Rússia até que a capital foi transferida para São Petersburgo por Pedro, o Grande. Moscou foi a capital da República Socialista Federativa Soviética Russa de 1918, que depois se tornou a União Soviética (1922 a 1991), e desde 1991 tem servido como capital da Federação Russa.
Situada em ambas as margens do homônimo rio Moskva, a cidade durante os séculos 16 a 17 cresceu em cinco divisões concêntricas, anteriormente separadas umas das outras por muros: o Kremlin ("fortaleza"), Kitaigorod ("cidade murada", mas interpretada como "Chinatown" pela etimologia popular ), Bielygorod ("cidade branca"), Zemlianoigorod ("cidade de terraplenagem") e Miestchanskygorod ("cidade burguesa") fora dos muros da cidade.
Após o incêndio de 1812, as muralhas da cidade foram substituídas pelas estradas Boulevard Ring e Garden Ring, substituindo as paredes ao redor de Bielygorod e Zemlianoigorod, respectivamente. A população da cidade cresceu de 250 000 para mais de um milhão no século 19, e de um para dez milhões no século 20, colocando-a entre as vinte maiores cidades mais populosas do mundo atualmente.

## Origem

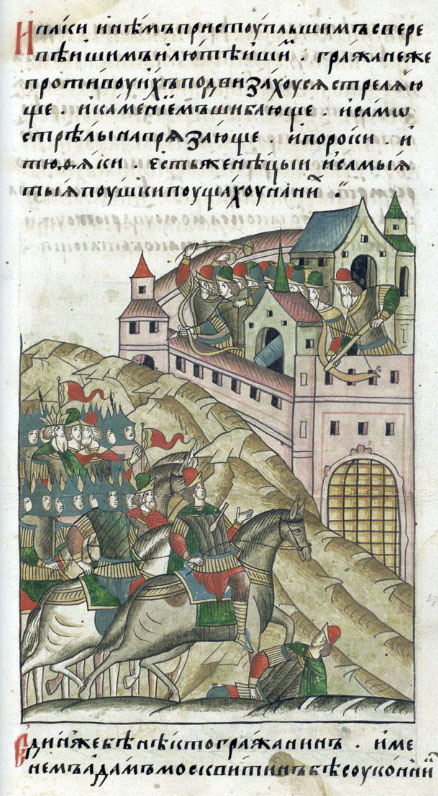
Cerco a Moscou em 1382

O nome da cidade vem do rio Moscou, um termo de origem incerta. A primeira referência à cidade data de 1147, quando Jorge I convidou o príncipe de Novgorod para a cidade de Moscou. O encontro ocorreu em 4 de abril de 1147. A cidade estava em festa, os príncipes das zonas vizinhas ofereciam presentes uns aos outros e fizeram um acordo de cooperação mútua. Nove anos mais tarde, Jorge manda construir uma muralha de madeira, que é reconstruída com frequência para garantir a proteção da cidade que crescia em meio aos conflitos entre Jorge e o príncipe de Czernicóvia. A cidade também era um ponto estratégico para os príncipes de Vladimir-Susdália, na época uma importante província. O rio Volga também tinha grande influência nas trocas comerciais entre a cidade e os restantes principados, bem como outros reinos. Prova disso são as moedas árabes encontradas na cidade.
Na altura, Moscou era mais uma cidade administrativa do que comercial, dado que a população que ali vivia era sobretudo camponesa. Nos anos seguintes, a cidade viria a ter metalúrgicos e pessoas ligadas a artesões. O rio Volga, o seu ponto estratégico e a crescente populações fizeram Moscou crescer nos séculos XII e XIII.

## Grão-Ducado (1283–1547)
Em 1462, Ivan III, conhecido como Ivan, o Grande (1440–1505), tornou-se o Grande Príncipe de Moscou (então parte do estado medieval da Moscóvia). Ele começou a lutar contra os tártaros, ampliou o território da Moscóvia e enriqueceu sua capital. Em 1500, tinha uma população de 100 000 habitantes e era uma das maiores cidades do mundo. Ele conquistou o principado muito maior de Novgorod ao norte, que havia sido aliado dos lituanos hostis. Com essa conquista, Ivan III ampliou seu território em sete vezes, passando de 430 000 para 2 800 000 quilômetros quadrados. Ele assumiu o controle do antigo " Novgorod Chronicle " e fez dele um veículo de propaganda para seu regime.
O Kremlin original de Moscou foi construído durante o século XIV. Foi reconstruída por Ivan, que na década de 1480 convidou arquitetos da Itália, como Petrus Antonius Solarius, que projetou a nova muralha do Kremlin e suas torres, e Marco Ruffo que projetou o novo palácio para o príncipe. As paredes do Kremlin, como aparecem agora, são as projetadas por Solarius, concluídas em 1495. A Grande Torre do Sino do Kremlin foi construída em 1505-1508 e aumentada até sua altura atual em 1600. Um assentamento comercial, ou posad, cresceu a leste do Kremlin, na área conhecida como Zaradye (Зарядье). Na época de Ivan III, surgiu a Praça Vermelha, originalmente chamada de Campo Oco (Полое поле).
Em 1547 ocorreu o Grande incêndio de Moscou, que deslocou cerca de 80 000 pessoas e matou cerca de 2 700 a 3 700 pessoas.

## Czarismo (1547-1721)

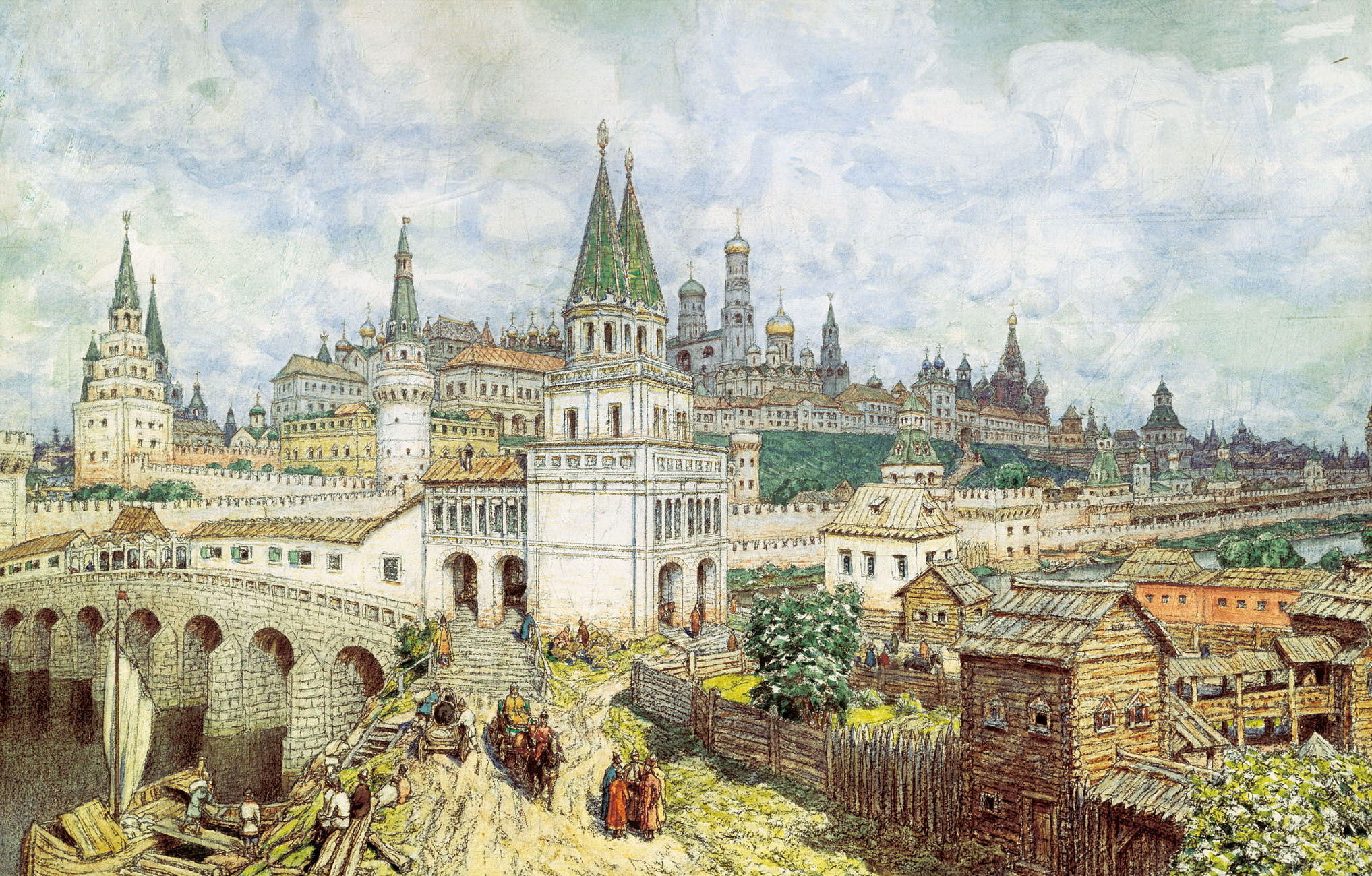
Vista da Moscou do século XVII (desenho de 1922 de Apollinary Vasnetsov)

A fome russa de 1601-1603 matou talvez 100 000 pessoas em Moscou. De 1610 a 1612, as tropas da Comunidade Polaco-Lituana ocuparam Moscou, enquanto seu governante Sigismundo III tentava assumir o trono russo. Em 1612, o povo de Nizhny Novgorod e outras cidades russas comandadas pelo príncipe Dmitry Pozharsky e Kuzma Minin se rebelaram contra os ocupantes lituanos, sitiaram o Kremlin e os expulsaram. Em 1613, o sobor Zemsky elegeu Michael Romanov czar, estabelecendo a dinastia Romanov.
Durante a primeira metade do século XVII, a população de Moscou dobrou de cerca de 100 000 para 200 000. Ele se expandiu além de suas muralhas no final do século XVII. Em 1682, havia 692 famílias estabelecidas ao norte das muralhas, por ucranianos e bielorrussos sequestrados de suas cidades natais durante a Guerra Russo-Polonesa (1654-1667). Esses novos arredores da cidade passaram a ser conhecidos como Meshchanskaya sloboda, em homenagem ao meshchane ruteniano "pessoas da cidade". O termo meshchane (мещане) adquiriu conotações pejorativas na Rússia do século XVIII e hoje significa "pequeno burguês" ou "filisteu tacanho".
Numerosos desastres se abateram sobre a cidade. A praga matou mais de 80% das pessoas em 1654-1655. Incêndios queimaram grande parte da cidade de madeira em 1626 e 1648.

## Império (1721-1917)

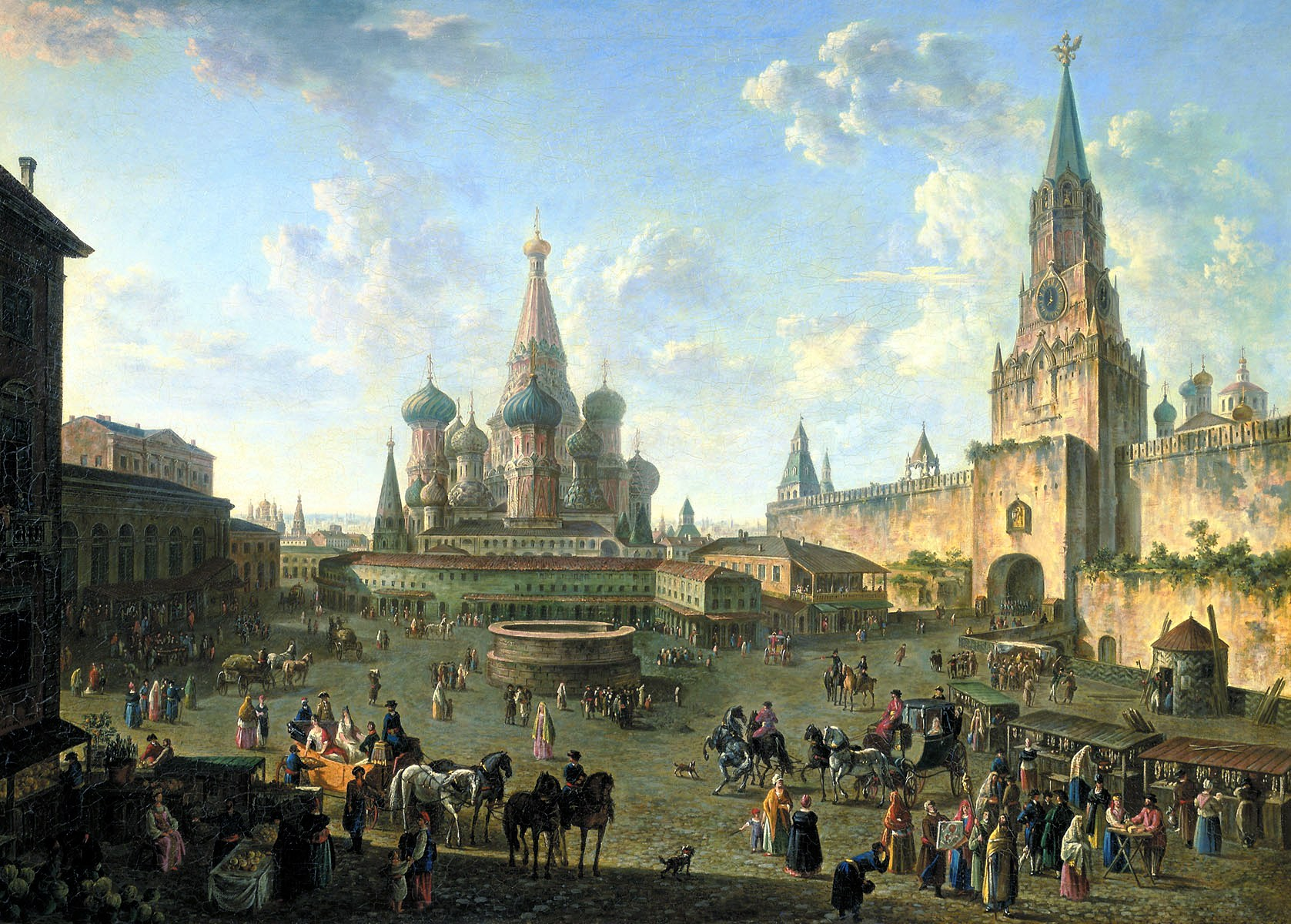
Красная площадь в Москве (Praça Vermelha em Moscou), de Fedor Alekseev, 1801

Quando Napoleão invadiu a Rússia em 1812, os moscovitas foram evacuados. Suspeita-se hoje que o incêndio em Moscou que se seguiu começou inicialmente como resultado da sabotagem russa. Na esteira do incêndio, cerca de três quartos da cidade estavam em ruínas.
Em janeiro de 1905, a instituição do Governador da Cidade, ou Prefeito, foi oficialmente introduzida em Moscou, e Alexander Adrianov tornou-se o primeiro prefeito oficial de Moscou.
Quando Catarina II chegou ao poder em 1762, a sujeira da cidade e o cheiro de esgoto foram descritos por observadores como um sintoma do estilo de vida desordenado dos russos de classe baixa recém-chegados das fazendas. As elites clamavam por melhorias no saneamento, o que se tornou parte dos planos de Catarina para aumentar o controle sobre a vida social. Os sucessos políticos e militares nacionais de 1812 a 1855 acalmaram os críticos e validaram os esforços para produzir uma sociedade mais esclarecida e estável. Falou-se menos sobre o cheiro e as péssimas condições de saúde pública. No entanto, após os fracassos da Rússia na Guerra da Criméia em 1855-1856, a confiança na capacidade do Estado de manter a ordem nas favelas diminuiu e as demandas por melhoria da saúde pública colocaram a sujeira de volta na agenda.

## Era soviética (1917-1991)

Planta de Moscou, 1917

Em novembro de 1917, ao saber da revolta que acontecia em Petrogrado, os bolcheviques de Moscou também começaram sua revolta. Em 2 (15 ) de novembro de 1917, após intensos combates, o poder soviético foi estabelecido em Moscou.
Então Vladimir Lenin, temendo uma possível invasão estrangeira, transferiu a capital de Petrogrado ( São Petersburgo ) de volta para Moscou em 12 de março de 1918.
Durante a Grande Guerra Patriótica, o Comitê de Defesa do Estado Soviético e o Estado-Maior do Exército Vermelho estavam localizados em Moscou. Em 1941, 16 divisões dos voluntários nacionais (mais de 160.000 pessoas), 25 batalhões (18.000 pessoas) e 4 regimentos de engenharia foram formados entre os moscovitas. Em 6 de dezembro de 1941, o Grupo Central do Exército Alemão foi parado nos arredores da cidade e depois expulso durante a Batalha de Moscou . Muitas fábricas foram evacuadas, junto com grande parte do governo, e a partir de 20 de outubro a cidade foi declarada em estado de sítio. Seus habitantes restantes construíram e equiparam defesas antitanque, enquanto a cidade era bombardeada do ar. Em 1º de maio de 1944, foi instituída a medalha "Pela defesa de Moscou" e em 1947 outra medalha "Em memória do 800º aniversário de Moscou".
A cidade de Zelenogrado foi construída em 1958 a 37 km do centro da cidade ao noroeste, ao longo do Leningradskoye Shosse, e incorporado como um dos okrugs administrativos de Moscou. A Universidade Estadual de Moscou mudou-se para seu campus em Sparrow Hills em 1953.
Em 8 de maio de 1965, devido ao atual 20º aniversário da vitória na Segunda Guerra Mundial, Moscou recebeu o título de Cidade dos Heróis. Em 1980, sediou os Jogos Olímpicos de Verão.

## História recente (1991 até o presente)

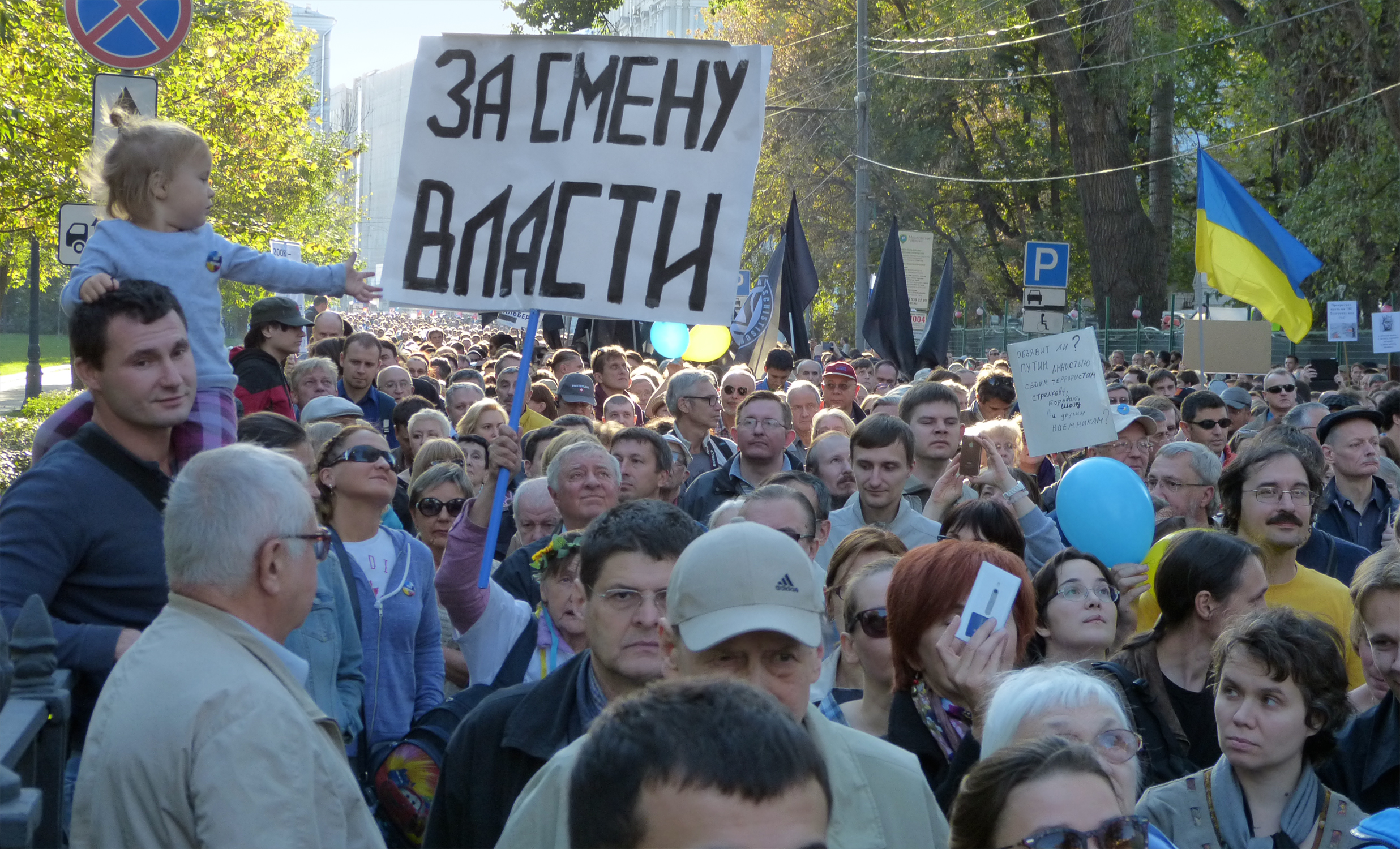
Protestos anti-guerra de 2014 em Moscou

Mesmo com a população da Rússia diminuindo em 6 milhões após a queda da URSS, Moscou continuou a crescer durante os anos 1990 a 2000, sua população subindo de menos de nove para mais de dez milhões. Mason e Nigmatullina argumentam que os controles de crescimento urbano da era soviética (antes de 1991) produziram um desenvolvimento metropolitano controlado e sustentável, tipificado pelo cinturão verde construído em 1935. Desde então, no entanto, houve um crescimento dramático da expansão suburbana de baixa densidade, criada por uma forte demanda por residências unifamiliares em oposição a apartamentos lotados. Em 1995-1997, o anel viário MKAD foi ampliado das quatro para dez faixas iniciais. Em dezembro de 2002, Bulvar Dmitriya Donskogo se tornou a primeira estação de metrô de Moscou aberta além dos limites do MKAD. O terceiro anel viário, intermediário entre o anel viário do início do século XIX e o anel viário externo da era soviética, foi concluído em 2004. O cinturão verde está se tornando cada vez mais fragmentado e cidades satélites estão aparecendo na periferia. As dachas de verão estão sendo convertidas em residências durante todo o ano e, com a proliferação de automóveis, o tráfego é intenso.

## Dados demográficos históricos

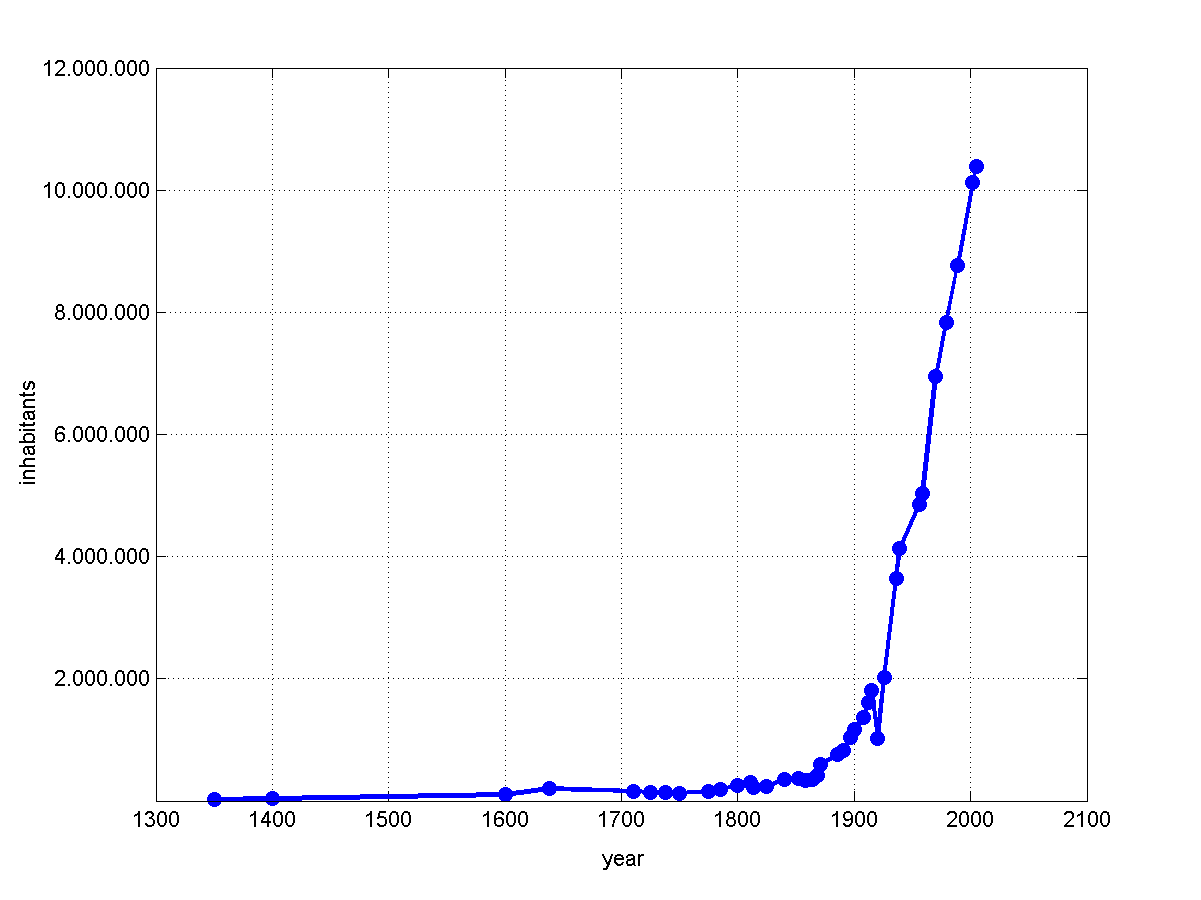
Gráfico: progresso populacional

A população da cidade está aumentando rapidamente. A presença onipresente de migrantes permanentes e temporários legais e ilegais, além da fusão dos subúrbios, eleva a população total para cerca de 13,5 milhões de pessoas.
| Ano  | População |
| ---- | --------- |
| 1350 | 30 000    |
| 1400 | 40 000    |
| 1600 | 100 000   |
| 1638 | 200 000   |
| 1710 | 160 000   |
| 1725 | 145 000   |
| 1738 | 138 400   |
| 1750 | 130 000   |
| 1775 | 161 000   |
| 1785 | 188 700   |
| 1800 | 250 000   |
| 1811 | 300 000   |
| 1813 | 215 000   |

| Ano  | População |
| ---- | --------- |
| 1825 | 241 500   |
| 1840 | 349 100   |
| 1852 | 373 800   |
| 1858 | 336 400   |
| 1864 | 351 600   |
| 1868 | 416 400   |
| 1871 | 601 969   |
| 1886 | 753 459   |
| 1891 | 822 400   |
| 1897 | 1 038 600 |
| 1900 | 1 175 000 |
| 1908 | 1 359 200 |
| 1912 | 1 617 157 |

| Ano  | População  |
| ---- | ---------- |
| 1915 | 1 817 000  |
| 1920 | 1 028 200  |
| 1926 | 2 019 500  |
| 1936 | 3 641 500  |
| 1939 | 4 137 000  |
| 1956 | 4 847 000  |
| 1959 | 5 032 000  |
| 1970 | 6 941 961  |
| 1979 | 7 830 509  |
| 1989 | 8 769 117  |
| 2002 | 10 126 424 |
| 2005 | 10 407 000 |
| 2012 | 11 500 000 |